# 岩城見一
岩城 見一（いわき けんいち、1944年12月8日 - ）は、日本の美学者、京都大学名誉教授、前京都国立近代美術館館長。専門は美学（感性論）、芸術学。

## 経歴
1968年京都大学文学部哲学科美学美術史卒業。1973年同大学院文学研究科博士課程美学美術史学単位取得退学、京大助手、1976年京都市立芸術大学講師、1982年助教授、1987-1988年西ドイツ・ボッフムで研究、1990年京大文学部助教授、1995年教授、2006年定年退任、名誉教授、京都国立近代美術館館長。2009年退任。

## 著書
- 『感性論-エステティックス 開かれた経験の理論のために』昭和堂 2001
- 『〈誤謬〉論 カント『純粋理性批判』への感性論的アプローチ』萌書房 2006

### 編著
- 『感性論 認識機械論としての<美学>の今日的課題』編 晃洋書房 1997
- 『芸術/葛藤の現場 近代日本芸術思想のコンテクスト』編 晃洋書房 シリーズ・近代日本の知　2002

### 翻訳
- ボリス・ヘルベルト・クライント『造形論・人間の視覚』共訳 シーグ社出版株式会社編 京都書院 1991
- ゴットフリート・ベーム『ポール・セザンヌ《サント・ヴィクトワール山》』實淵洋次共訳 三元社 2007

## 論文
- 岩城見一「アンドラス・ホルン, 『芸術と自由』-ヘーゲル美学の批判的解釈-, Andras Horn, Kunst und Freiheit -Eine kritische Interpretation der Hegelschen Asthetik-, Martinus Nijhoff, Den Haag, 1964, 102S.」『美学』第23巻第1号、美学会、1972年、53-57頁、doi:10.20631/bigaku.23.1_53、ISSN 0520-0962、NAID 110003714829。
- 岩城見一「美の形而上学--Fr.Th.フィッシャ-の「美学」第一部-1-」『京都市立芸術大学美術学部研究紀要』第23号、京都市立芸術大学美術学部、1978年、p29-44、ISSN 02886057、NAID 40000742971。
- 岩城見一「美の形而上学--Fr.Th.フィッシャ-の「美学」第一部-2-」『京都市立芸術大学美術学部研究紀要』第24号、京都市立芸術大学美術学部、1979年、p8-25、ISSN 02886057、NAID 40000742982。
- 岩城見一「課題としての近代的理想 : Fr・Th・フィッシャーの『美学』」『美学』第32巻第3号、美学会、1981年、14-25頁、doi:10.20631/bigaku.32.3_14、ISSN 0520-0962、NAID 110003713717。
- 岩城見一「二種の絵画 : ヘーゲルにおける芸術解釈の転換について」『美学』第40巻第3号、美学会、1989年、12-23頁、doi:10.20631/bigaku.40.3_12、ISSN 0520-0962、NAID 110003713912。
- 岩城見一「芸術解釈のアポリア : 芸術哲学の可能性への問」『研究紀要』第12巻、京都大学、1991年3月、31-59頁、ISSN 03897508、NAID 110000044153。
- 岩城見一「形象世界の論理 : 芸術哲学の可能性への問い (2)」『研究紀要』第14巻、京都大学、1993年6月、1-22頁、ISSN 03897508、NAID 110000044162。
- 岩城見一「ヘーゲルの『美学講義』 :<作られた>テクストの解釈の試み(美学会第四十五回全国大会報告)」『美学』第45巻第3号、美学会、1994年、48頁、doi:10.20631/bigaku.45.3_48、ISSN 0520-0962、NAID 110003714100。
- 岩城見一「ヘーゲルの芸術終焉論―瀕死の哲学的美学の興奮剤 (?) ―」『ヘーゲル哲学研究』第1998巻第4号、日本ヘーゲル学会、1998年、23-33頁、doi:10.5629/studienzuhegel.1998.23、ISSN 1342-3703、NAID 130004357460。
- 「岩城見一教授年譜・著作目録 (岩城見一教授退職記念号)」『京都美学美術史学』第5号、京都美学美術史学研究会、2006年、119-134頁、ISSN 13471627、NAID 40007278887。

## 参考
- 中村俊春「岩城見一教授を送る(岩城見一教授退職記念号)」『京都美学美術史学』 2006年 5巻 p.i-ii, ISSN 13471627,

NAID 110006558161